# 평택시의 행정 구역
평택시의 행정 구역은 4읍 5면 16동으로 구성되어 있으며, 송탄출장소와 안중출장소를 두고 있다. 평택시의 면적은 458.12 km2이고, 인구는 2020년 12월 말 주민등록 기준으로 53만7307명, 24만3838 가구이다.
평택시는 크게 다음 3개 권역으로 나눌 수 있다.
| 권역              | 위치         | 읍·면·동                                                                                 | 비고            |
| ----------------- | ------------ | ---------------------------------------------------------------------------------------- | --------------- |
| 남부(남평택·팽성) | 남부 1읍·8동 | 팽성읍, 신평동, 원평동, 통복동, 비전1동, 비전2동, 용이동, 동삭동, 세교동                 |                 |
| 북부(송탄·고덕)   | 북부 3면·8동 | 진위면, 서탄면, 고덕면, 고덕동, 중앙동, 서정동, 송탄동, 지산동, 송북동, 신장1동, 신장2동 | 송탄출장소 관할 |
| 서부(안중·청북)   | 서부 3읍·2면 | 안중읍, 포승읍, 청북읍, 오성면, 현덕면                                                   | 안중출장소 관할 |

## 행정구역 목록

평택시의 행정 지도

| 읍·면·동      | 한자          | 법정리·동 | 면적  | 인구    |
| ------------- | ------------- | --- | ----- | ------- |
| 남평택·팽성권 | 남평택·팽성권 | 남평택·팽성권 | 100   | 255,664 |
| 팽성읍        | 彭城邑        | 객사리(客舍里), 남산리(南山里), 추팔리(秋八里), 노와리(老瓦里), 평궁리(坪宮里), 신궁리(新宮里), 두리(頭里), 신호리(新虎里), 근내리(近乃里), 석봉리(石峰里), 원정리(院井里), 도두리(棹頭里), 함정리(咸井里), 신대리(新垈里), 본정리(本井里), 노양리(老陽里), 노성리(老成里), 두정리(斗井里), 석근리(石斤里), 대사리(大沙里), 안정리(安亭里), 동창리(東倉里), 내리(內里), 대추리(大秋里), 송화리(松花里) | 56.52 | 27,696  |
| 신평동        | 新平洞        | 평택동(平澤洞)일부, 유천동(柳川洞), 합정동(蛤井洞) | 6.45  | 22,779  |
| 원평동        | 原平洞        | 평택동(平澤洞)일부, 통복동(通伏洞)일부, 군문동(軍門洞), 신대동(新垈洞) | 5.02  | 10,686  |
| 통복동        | 通伏洞        | 통복동(通伏洞)일부 | 0.36  | 4,087   |
| 비전1동       | 碑前1洞       | 비전동(碑前洞)일부, 동삭동(東朔洞)일부, 죽백동(竹栢洞), 청룡동(靑龍洞), 월곡동(月谷洞) | 15.48 | 85,171  |
| 비전2동       | 碑前2洞       | 비전동(碑前洞)일부, 소사동(素沙洞) | 6.97  | 53,769  |
| 용이동        | 龍耳洞        | 용이동(龍耳洞) | 2.64  | 25,034  |
| 동삭동        | 東朔洞        | 동삭동(東朔洞)일부, 칠원동(七院洞)일부 | 15.48 | 85,171  |
| 세교동        | 細橋洞        | 동삭동(東朔洞)일부, 세교동(細橋洞), 신대동(新垈洞), 지제동(芝制洞) | 7.98  | 26,442  |
| 송탄·고덕권   | 송탄·고덕권   | 송탄·고덕권 | 138.9 | 175,232 |
| 진위면        | 振威面        | 봉남리(鳳南里), 마산리(馬山里), 은산리(銀山里), 동천리(東泉里), 고현리(高峴里), 청호리(淸湖里), 갈곶리(葛串里), 야막리(野幕里), 가곡리(佳谷里), 견산리(見山里), 하북리(下北里), 신리(新里) | 34.03 | 11,401  |
| 서탄면        | 西炭面        | 금암리(金岩里), 사리(寺里), 수월암리(水月岩里), 내천리(奈川里), 마두리(馬頭里), 회화리(檜花里), 적봉리(赤峰里), 장등리(長登里), 금각리(金角里), 황구지리(黃口池里) | 28.66 | 3,683   |
| 고덕면        | 古德面        | 당현리(堂峴里), 두릉리(杜陵里), 문곡리(文谷里), 동청리(東淸里), 해창리(海倉里), 궁리(宮里), 동고리(東古里), 방축리(防築里), 여염리(余染里), 좌교리(坐橋里) | -     | -       |
| 고덕동        | 古德洞        | 고덕동(古德洞) | -     | -       |
| 중앙동        | 中央洞        | 서정동(西井洞)일부, 이충동(二忠洞), 장당동(獐堂洞) | 8.16  | 43,954  |
| 서정동        | 西井洞        | 서정동(西井洞)일부 | 2.55  | 25,454  |
| 송탄동        | 松炭洞        | 모곡동(茅谷洞), 칠괴동(七槐洞), 가재동(佳才洞), 장안동(長安洞), 칠원동(七院洞)일부, 도일동(道日洞) | 20.33 | 19,859  |
| 지산동        | 芝山洞        | 지산동(芝山洞)일부 | 0.66  | 12,571  |
| 송북동        | 松北洞        | 지산동(芝山洞)일부, 독곡동(獨谷洞) | 7.17  | 22,042  |
| 신장1동       | 新場1洞       | 신장동(新場洞) | 1.59  | 7,446   |
| 신장2동       | 新場2洞       | 신장동(新場洞) | 0.69  | 5,770   |
| 안중·청북권   | 안중·청북권   | 안중·청북권 | 219.3 | 106,411 |
| 안중읍        | 安仲邑        | 안중리(安仲里), 학현리(鶴峴里), 금곡리(金谷里), 대반리(大盤里), 삼정리(三井里), 용성리(龍城里), 덕우리(德佑里), 성해리(城海里), 송담리(松潭里), 현화리(玄華里) | 28.47 | 43,668  |
| 포승읍        | 浦升邑        | 내기리(內基里), 도곡리(道谷里), 원정리(遠井里), 만호리(晩湖里), 희곡리(希谷里), 신영리(新榮里), 방림리(芳林里), 석정리(石井里), 홍원리(洪原里) | 60.46 | 24,010  |
| 청북읍        | 靑北面        | 현곡리(玄谷里), 삼계리(三溪里), 고잔리(高棧里), 옥길리(玉吉里), 후사리(後寺里), 토진리(土津里), 백봉리(栢峰里), 어연리(魚淵里), 율북리(栗北里), 한산리(閑山里), 어소리(魚沼里), 고렴리(古念里) | 52.47 | 26,705  |
| 오성면        | 梧城面        | 숙성리(宿城里), 교포리(橋浦里), 신리(新里), 안화리(安化里), 양교리(梁橋里), 죽리(竹里), 길음리(吉音里), 당거리(堂巨里), 창내리(倉內里) | 32.38 | 6,717   |
| 현덕면        | 玄德面        | 도대리(道垈里), 운정리(雲井里), 화양리(華陽里), 황산리(黃山里), 인광리(仁光里), 덕목리(德睦里), 신왕리(新旺里), 대안리(大安里), 기산리(岐山里), 권관리(權管里), 장수리(長水里), 방축리(防築里) | 45.88 | 5,311   |

 * 인구는 2020년 12월 31일 주민등록 기준

## 역사
- 1914년 4월 1일 : 경기도 진위군(현재의 평택시 도심과 진위면·서탄면·고덕면 중 당현리, 두릉리, 문곡리, 동청리를 제외한 지역)과 수원군의 서남부(현재의 안중읍·포승읍·청북읍·오성면·현덕면·고덕면 중 당현리, 두릉리, 문곡리, 동청리 지역), 충청남도 평택군(현재의 팽성읍 지역)이 경기도 진위군으로 통합하였다. (11면)[5]

| 개편 전         | 개편 전                                                                             | 개편 후 (진위군) |
| --------------- | ----------------------------------------------------------------------------------- | ---------------- |
| 경기도 진위군   | 성남면(城南面), 병파면(丙坡面)                                                      | 병남면(丙南面)   |
| 경기도 진위군   | 일탄면(一炭面), 송장면(松長面), 여방면(餘方面)                                      | 송탄면(松炭面)   |
| 경기도 진위군   | 일북면(一北面), 이북면(二北面), 군내면(郡內面), 마산면(馬山面)                      | 북면(北面)       |
| 경기도 진위군   | 일서면(一西面), 이서면(二西面), 이탄면(二炭面)                                      | 서탄면(西炭面)   |
| 경기도 진위군   | 고두면(古頭面), 오타면(五朶面), 소고니면(所古尼面)                                  | 고덕면(古德面)   |
| 경기도 수원군   | 종덕면(宗德面)                                                                      | 고덕면(古德面)   |
| 경기도 수원군   | 토진면(土津面), 수북면(水北面), 청룡면(靑龍面), 감미면(甘味面) 일부, 율북면(栗北面) | 청북면(靑北面)   |
| 경기도 수원군   | 포내면(浦內面), 승량면(升良面)                                                      | 포승면(浦升面)   |
| 경기도 수원군   | 숙성면(宿城面), 언북면(堰北面), 오정면(梧井面)                                      | 오성면(梧城面)   |
| 경기도 수원군   | 안외면(安外面), 광덕면(廣德面), 가사면(佳士面), 현암면(玄巖面)                      | 현덕면(玄德面)   |
| 충청남도 평택군 | 읍내면(邑內面), 동면(東面), 서면(西面), 북면(北面)                                  | 부용면(芙蓉面)   |
| 충청남도 평택군 | 군서면(郡西面), 군남면(郡南面), 경양면(慶陽面)                                      | 서면(西面)       |

| 조선총독부령 제111호 도의위치·관할구역변경및부·군의명칭·위치·관할구역변경에관한규정 |               |                                                        |
| 구 행정구역 | 신 행정구역   | 신 행정구역                                            |
| 진위군 성남면 | 진위군 병남면 | 세교리, 신대리, 지제리                                 |
| 진위군 병파면 | 진위군 병남면 | 군문리, 동삭리, 비전리, 유천리, 통복리, 평택리         |
| 진위군 이탄면 | 진위군 서탄면 | 금각리, 장등리, 적봉리, 황구지리                       |
| 진위군 일서면 | 진위군 서탄면 | 금암리, 마두리, 회화리                                 |
| 진위군 이서면 | 진위군 서탄면 | 내천리, 사리, 수월암리                                 |
| 진위군 이서면 | 진위군 북면   | 야막리                                                 |
| 진위군 일북면 | 진위군 북면   | 동천리, 하북리, 청호리                                 |
| 진위군 이북면 | 진위군 북면   | 가곡리, 견산리, 신리                                   |
| 진위군 군내면 | 진위군 북면   | 봉남리                                                 |
| 진위군 마산면 | 진위군 북면   | 마산리, 은산리                                         |
| 수원군 청호면 | 진위군 북면   | 갈곶리                                                 |
| 진위군 일탄면 | 진위군 송탄면 | 독곡리, 신장리, 지산리                                 |
| 진위군 송장면 | 진위군 송탄면 | 이충리, 장안리                                         |
| 진위군 여방면 | 진위군 송탄면 | 가재리, 도일리, 모곡리, 칠괴리, 칠원리                 |
| 진위군 소고니면 갈평리/지장리/서정리/(송장면) 대조동, 영당리/광천리, 율포리/(고두면) 율포리 | 진위군 송탄면 | 서정리, 장당리                                         |
| 진위군 소고니면 갈평리/지장리/서정리/(송장면) 대조동, 영당리/광천리, 율포리/(고두면) 율포리 | 진위군 고덕면 | 율포리                                                 |
| 진위군 고두면 수어창리/동고리/(평택군 북면) 구창리/신환포리, 여염리, 좌교리/옹정리/동청리 일부 | 진위군 고덕면 | 동고리, 여염리, 좌교리                                 |
| 진위군 오타면 궁리/신리/건곤리/(고두면) 건곤리, 방축리/효학리/삽교리 일부/울성리 일부/(성남면) 소대동/(고두면) 효학리, 해창리/방제천리/(고두면) 장분리/방제천리/해창리/경청리 일부 | 진위군 고덕면 | 궁리, 방축리, 해창리                                   |
| 수원군 종덕면 묘금리/당현리, 가산리/(율북면) 동청리/(수북면) 동안리, 계루지리/두릉리, 신기리/문곡리/황조곡리 | 진위군 고덕면 | 당현리, 동청리, 두릉리, 문곡리                         |
| 수원군 토진면 어소리/고좌리 일부/(서신면(西新面)) 석우리/어소리/구설창리, 토진리/고좌리 일부 | 진위군 청북면 | 어소리, 토진리                                         |
| 수원군 청룡면 수촌리/덕우리, 신기리/옥길리/가사리, 설창리/강길리 일부/(숙성면) 대죽동 일부, 후사동 | 진위군 청북면 | 덕우리, 옥길리, 용성리, 후사리                         |
| 수원군 수북면 벽동/도염동/평촌리/백봉리, 한산리/(토진면) 판교동/한산리/망포리/(서신면) 한산리 | 진위군 청북면 | 백봉리, 한산리                                         |
| 수원군 율북면 항곡리/(수북면) 황곡리/어연리/하가천리, 불정리/율리/상가천리 | 진위군 청북면 | 어연리, 율북리                                         |
| 수원군 감미면 전평리/중평리/후평리/후목리/대곡리/고잔리/(토진면) 후평리, 삼계동/옹진리, 건선리/(서신면) 현곡리/광승리 | 진위군 청북면 | 고잔리, 삼계리, 현곡리                                 |
| 수원군 언북면 교포리/(숙성면) 주교리 일부/(고두면) 송호리/교포리, 당거리/안두리/탑현리/동원리/안원리, 중대리/(고두면) 신리, 창내리 | 수원군 오성면 | 교포리, 당거리, 신리, 창내리                           |
| 수원군 숙성면 대조두리/숙성리/조양촌리/소조두리, 대렴당리/양교리, 소렴당리/대죽동/소죽동 일부 | 수원군 오성면 | 숙성리, 양교리, 죽리                                   |
| 수원군 오정면 미촌리/길음리/(승량면) 미촌리/(언북면) 홍원리, 임촌리/금곡리/관두리/(청룡면) 강길리 일부, 용촌리/신촌리/대반촌리/소반촌리/(안외면) 송담리 일부, 외삼정리/대삼정리/중삼정리, 안중리/황금리, 주교리 일부/(진위군 고두면) 송대리/안화리, 학현리/율리/(포내면) 학현리/(현암면) 언성리 일부 | 수원군 오성면 | 길음리, 금곡리, 대반리, 삼정리, 안중리, 안화리, 학현리 |
| 수원군 안외면 소당리/백석동/(광덕면) 연화리/덕당리/소외리 일부 | 수원군 현덕면 | 덕목리                                                 |
| 수원군 광덕면 대안동/진리/소외리 일부, 마두리/와촌리/신왕리 | 수원군 현덕면 | 대안리, 신왕리                                         |
| 수원군 가사면 권관리/고잔리/모산리/문곡리/기곡리, 수산리/기산리/천곡리, , 황산당리/(가사면) 안중리/(안외면) 창촌리 일부/(광덕면) 소외리 일부 | 수원군 현덕면 | 권관리, 기산리, 장수리, 황산리                         |
| 수원군 현암면 | 수원군 현덕면 | 도대리, 방축리, 인광리, 화양리                         |
| 수원군 포내면 | 수원군 현덕면 | 운정리                                                 |
| 수원군 포내면 | 수원군 포승면 | 도곡리, 만호리, 석정리, 홍원리                         |
| 수원군 승량면 | 수원군 포승면 | 내기리, 방림리, 신영리, 원정리, 희곡리                 |
| 평택군 읍내면 | 평택군 부용면 | 객사리, 두리, 신궁리, 평궁리                           |
| 평택군 동면 | 평택군 부용면 | 노와리, 추팔리                                         |
| 평택군 서면 | 평택군 부용면 | 내리, 동창리                                           |
| 평택군 북면 | 평택군 부용면 | 근내리, 석봉리, 신호리, 원정리                         |
| 평택군 남면 | 평택군 서면   | 노성리, 대사리, 두정리, 서근리, 송화리, 안정리         |
| 평택군 경양면 | 평택군 서면   | 노양리, 도두리, 본정리, 신대리                         |
| 평택군 서면 | 평택군 서면   | 대추리, 함정리                                         |
| 평택군 동면 | 평택군 서면   | 남산리                                                 |

- 1926년 : 진위군청을 북면에서 병남면으로 이전하였다.
- 1931년 4월 1일 : 병남면을 평택면(平澤面)으로 개칭하였다.
- 1934년 4월 1일 : 부용면과 서면을 팽성면(彭城面)으로 합면하였다. (10면)
- 1938년 10월 1일 : 진위군을 평택군으로 개칭했다.[6] 평택면이 평택읍으로 승격하였다. (1읍 9면)[7]
- 1948년 8월 1일 : 북면을 진위면으로 개칭하였다.
- 1963년 1월 1일 : 송탄면이 송탄읍으로 승격하였다. (2읍 8면)[8]
- 1979년 5월 1일 : 팽성면이 팽성읍으로 승격하였다. (3읍 7면)[9]
- 1981년 7월 1일 : 송탄읍이 송탄시로 승격하여 평택군에서 분리되었다. (송탄시: 8동, 평택군: 2읍 7면)[10]

| 개편 전 (평택군 송탄읍)        | 개편 후 (송탄시) | 개편 후 (송탄시)               |
| 개편 전 (평택군 송탄읍)        | 행정구역         | 법정구역                       |
| ------------------------------ | ---------------- | ------------------------------ |
| 서정리 일부, 이충리, 장당리    | 중앙동(中央洞)   | 서정동 일부, 이충동, 장당동    |
| 서정리 일부                    | 서정동(西井洞)   | 서정동 일부                    |
| 모곡리, 칠괴리, 가재리, 장안리 | 동부동(東部洞)   | 모곡동, 칠괴동, 가재동, 장안동 |
| 칠원리, 도일리                 | 도원동(道院洞)   | 칠원동, 도일동                 |
| 지산리 일부                    | 지산동(芝山洞)   | 지산동 일부                    |
| 지산리 일부, 독곡리            | 송북동(松北洞)   | 지산동 일부, 독곡동            |
| 신장리                         | 신장1동(新場1洞) | 신장동                         |
| 신장리                         | 신장2동(新場2洞) | 신장동                         |

- 1983년 2월 15일 : 안성군 원곡면, 공도읍 각 일부가 평택읍으로 편입되었다.[11]

| 대통령령 제11027호 시·군·구·읍·면의관할구역변경및면설치등에관한규정 |                      |
| 구 행정구역 (안성군)                                                | 신 행정구역 (평택군) |
| 원곡면 용이리·죽백리·청용리·월곡리                                  | 평택읍 일부          |
| 공도면 소사리                                                       | 평택읍 일부          |
- 1986년 1월 1일 : 평택읍이 평택시로 승격하여 평택군에서 분리되었다. 이로써 평택군은 송탄시, 평택시, 평택군(팽성읍, 진위면, 서탄면, 고덕면, 청북면, 포승면, 현덕면, 오성면)으로 3분되었다. (송탄시: 8동, 평택시: 6동, 평택군: 1읍 7면)[12]
- 1987년 7월 1일 : 안중출장소가 설치되었다.
- 1989년 4월 1일 : 안중출장소 관할 일부가 안중면으로 승격하였다. (평택군: 1읍 8면)[13]

| 군조례 제1220호                                  |             |
| 구 행정구역                                      | 신 행정구역 |
| 오성면 안중리, 학현리, 금곡리, 대반리, 삼정리    | 안중면 일원 |
| 청북면 용성리, 덕우리                            | 안중면 일원 |
| 포승면 석정리 일부(→성해리)                      | 안중면 일원 |
| 현덕면 인광리 일부, 화양리 일부(→송담리, 현화리) | 안중면 일원 |
- 1995년 4월 20일 : 진위면 갈곶리·고현리·청호리 각 일부가 오산시에 편입되었다.[14]

| 대통령령 제14629호 시·군·자치구의관할구역변경에관한규정 |                                      |
| 구 행정구역                                             | 신 행정구역                          |
| 평택군 진위면 갈곶리, 고현리, 청호리                    | 평택군 진위면 갈곶리, 고현리, 청호리 |
| 평택군 진위면 갈곶리, 고현리, 청호리                    | 오산시 갈곶동, 고현동, 청호동        |
- 1995년 5월 10일 : 송탄시 · 평택시 · 평택군이 도농복합시인 평택시로 통합되었다. (1읍 8면 14동)[15]

| 법률 제4948호 경기도평택시등5개도농복합형태의시설치등에관한법률               |             |
| 구 행정구역 (행정동)                                                          | 신 행정구역 |
| 평택군 팽성읍, 진위면, 서탄면, 고덕면, 청북면, 포승면, 현덕면, 오성면, 안중면 | 평택시 일원 |
| 송탄시 중앙동, 서정동, 동부동, 도원동, 지산동, 송북동, 신장1동, 신장2동       | 평택시 일원 |
| 평택시 신평동, 원평동, 통복동, 비전1동, 비전2동, 세교동                       | 평택시 일원 |
- 1996년 4월 19일 : 행정동 동부동이 송탄동으로 개칭되었다.[16]
- 1998년 10월 1일 : 송탄출장소 관할인 도원동이 송탄동에 합동되었다.[17](1읍 8면 13동)
- 2002년 11월 5일 : 안중면이 안중읍으로 승격되었다.[18](2읍 7면 13동)
- 2006년 12월 29일 : 포승면이 포승읍으로 승격되었다.[19](3읍 6면 13동)
- 2016년 7월 28일 : 청북면이 청북읍으로 승격되었다.(4읍 5면 13동)
- 2019년 9월 30일: 비전2동에서 용이동을 분동하였다.(4읍 5면 14동)
- 2021년 10월 25일: 비전1동에서 동삭동을 분동하였다.(4읍 5면 15동)
- 2021년 11월 15일: 고덕면 여염리 일부, 율포리, 좌교리 일부, 해창리 일부가 고덕동으로 전환되었다.(4읍 5면 16동)